# Thomas W. Ewing
Thomas W. Ewing (Atlanta, 19 settembre 1935) è un politico statunitense, membro della Camera dei Rappresentanti per lo stato dell'Illinois dal 1991 al 2001.

## Biografia
Laureato in legge, Ewing intraprese la professione di avvocato e verso la fine degli anni sessanta entrò in politica con il Partito Repubblicano. Dopo essere stato procuratore distrettuale della Contea di Livingston, nel 1974 venne eletto all'interno della legislatura statale dell'Illinois.
Ewing vi rimase fino al 1991, quando si candidò alla Camera dei Rappresentanti in un'elezione speciale che avrebbe eletto un nuovo deputato in sostituzione di Edward Rell Madigan, il quale era stato nominato Segretario dell'Agricoltura da George H. W. Bush. Ewing vinse le elezioni e fu riconfermato per i successivi dieci anni, finché nel 2001 decise di ritirarsi dalla politica.
In seguito al suo ritiro, Ewing svolse per sei anni le funzioni di presidente della Biomass Research and Development Technical Advisory Committee.